# Mandy Benzien
Mandy Benzien (* 26. Januar 1975 in Schleiz als Mandy Planert) ist eine deutsche Kanutin.

## Leben
Mandy Benzien wuchs in Gera auf. Im Alter von sechs Jahren begann sie mit Wasserspringen, wechselte zwei Jahre später aber zum Kanuslalom.
1990 wurde sie an die Kinder- und Jugendsportschule (KJS) nach Leipzig delegiert und wurde noch im selben Jahr DDR-Jugendmeisterin im Einer-Kajak. 1992 konnte sie sich für das erste gesamtdeutschen Junioren-Nationalteam qualifizieren und gewann mit der Kajak-Mannschaft Silber bei den Junioren-Weltmeisterschaften. 
Ihr erster großer Erfolg in der Leistungsklasse war der Mannschaftssieg bei der Weltmeisterschaft 1997 im brasilianischen Três Coroas, den sie 1999 wiederholen konnte. Bei den Olympischen Spielen 2000 in Sydney belegte sie den sechsten Rang. 2002 wurde sie im Einzelwettbewerb Vize-Weltmeisterin. Bei den Olympischen Spielen 2004 belegte sie den 14. Platz und wurde 2005 noch einmal Vize-Weltmeisterin im Einzelwettbewerb. Nach einer Babypause 2006 meldete sie sich 2007 mit Mannschafts-Gold und Platz sechs im Einzelwettbewerb bei den Weltmeisterschaften in Foz do Iguaçu in der Weltspitze zurück.
Im Jahr 2008 nahm Mandy Benzien die Qualifikation für die Olympischen Spiele in Peking in Angriff, für die sich erstmals nur ein deutsches Damen-Boot qualifizieren konnte. In den nationalen Qualifikationsrennen musste sie jedoch Weltmeisterin Jennifer Bongardt den Vortritt lassen. Im März 2009 erklärte sie ihren Rücktritt vom Leistungssport.
In ihrer aktiven Zeit ging sie für den Leipziger Kanu-Club an den Start. 

## Privates
Mandy Benzien ist seit dem 6. März 2009 mit dem international erfolgreichen Slalomkanuten Jan Benzien verheiratet, der auch Vater ihres 2006 geborenen Sohnes Justus Jonas ist. Im Sommer 2009 bekam das Paar sein zweites Kind. Beruflich ist Planert als Nachwuchstrainerin beim Sächsischen Kanu-Verband tätig. Sie lebt in Leipzig.